# خوش‌اخلاق باش بانو
خوش‌اخلاق باش بانو (انگلیسی: Lady Be Good) یک کمدی رمانتیک صامت به کارگردانی ریچارد والاس است که در سال ۱۹۲۸ منتشر شد.

## بازیگران
- جک مولهال
- دوروتی مک‌کیل
- جان میلجان
- دات فارلی
- جیمز فینلیسون
- اگی هرینگ
- یولا دآوریل
- چارلی هال
- جی ایتن